# Universidad Xavier

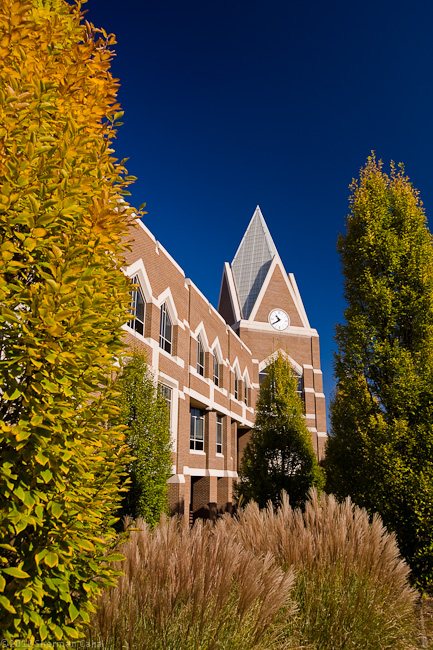

La Universidad Xavier (Xavier University en inglés y oficialmente) es una universidad privada, católica, de la Compañía de Jesús, ubicada en Cincinnati (Ohio), Estados Unidos de América. Forma parte de la Asociación de Universidades Jesuitas (AJCU), en la que se integran las 28 universidades que la Compañía de Jesús dirige en los Estados Unidos. 
Es la universidad católica más antigua del Territorio del Noroeste de los Estados Unidos, y la sexta universidad católica más antigua de la nación.

## Historia
La universidad fue fundada como The Athenaeum en 1831 y ubicada junto a la iglesia de San Francisco Javier (St. Francis Xavier en idioma inglés), en el centro de Cincinnati, a cuyo santo encomendó el obispo Edward Dominic Fenwick su patronazgo. En 1840 la Compañía de Jesús se hizo cargo de la institución, cambiando su nombre a St. Xavier College en honor a su patrón (San Francisco Javier). En 1912 se mudó a su actual ubicación en el barrio de North Avondale, 8 km al norte del centro, tras la compra de unos terrenos de 26 acres (0,11 km²) al Avondale Athletic Club. En 1930 cambió definitivamente de nombre al actual.

## Deportes
La Universidad Xavier compite en la Big East Conference de la División I de la NCAA.